# ياتشو
ياتشو (بالصينية: 宜州市) هي مدينة من مدن الصين. يبلغ عدد سكانها 610000 نسمة حسب إحصائيات سنة 2004. يبلغ ارتفاع المدينة عن سطح البحر قرابة 153 متر. تبلغ مساحتها 3869 كم².

## المناخ
يظهر الجدول التالي التغييرات المناخية على مدار السنة لياتشو:
| البيانات المناخية لـياتشو                        | البيانات المناخية لـياتشو | البيانات المناخية لـياتشو | البيانات المناخية لـياتشو | البيانات المناخية لـياتشو | البيانات المناخية لـياتشو | البيانات المناخية لـياتشو | البيانات المناخية لـياتشو | البيانات المناخية لـياتشو | البيانات المناخية لـياتشو | البيانات المناخية لـياتشو | البيانات المناخية لـياتشو | البيانات المناخية لـياتشو | البيانات المناخية لـياتشو |
| الشهر                                            | يناير                     | فبراير                    | مارس                      | أبريل                     | مايو                      | يونيو                     | يوليو                     | أغسطس                     | سبتمبر                    | أكتوبر                    | نوفمبر                    | ديسمبر                    | المعدل السنوي             |
| ------------------------------------------------ | ------------------------- | ------------------------- | ------------------------- | ------------------------- | ------------------------- | ------------------------- | ------------------------- | ------------------------- | ------------------------- | ------------------------- | ------------------------- | ------------------------- | ------------------------- |
| الدرجة القصوى °م (°ف)                            | 28.5 (83.3)               | 33.0 (91.4)               | 34.7 (94.5)               | 36.1 (97.0)               | 37.2 (99.0)               | 37.4 (99.3)               | 38.8 (101.8)              | 38.5 (101.3)              | 37.7 (99.9)               | 35.8 (96.4)               | 32.8 (91.0)               | 30.5 (86.9)               | 38.8 (101.8)              |
| متوسط درجة الحرارة الكبرى °م (°ف)                | 13.9 (57.0)               | 15.7 (60.3)               | 19.2 (66.6)               | 24.9 (76.8)               | 29.0 (84.2)               | 31.4 (88.5)               | 33.1 (91.6)               | 33.3 (91.9)               | 31.4 (88.5)               | 27.3 (81.1)               | 22.4 (72.3)               | 17.4 (63.3)               | 24.9 (76.8)               |
| المتوسط اليومي °م (°ف)                           | 10.1 (50.2)               | 12.0 (53.6)               | 15.4 (59.7)               | 20.7 (69.3)               | 24.6 (76.3)               | 27.1 (80.8)               | 28.3 (82.9)               | 28.3 (82.9)               | 26.2 (79.2)               | 22.1 (71.8)               | 17.1 (62.8)               | 12.4 (54.3)               | 20.4 (68.6)               |
| متوسط درجة الحرارة الصغرى °م (°ف)                | 7.5 (45.5)                | 9.5 (49.1)                | 12.7 (54.9)               | 17.7 (63.9)               | 21.3 (70.3)               | 23.9 (75.0)               | 24.9 (76.8)               | 24.7 (76.5)               | 22.4 (72.3)               | 18.4 (65.1)               | 13.6 (56.5)               | 8.9 (48.0)                | 17.1 (62.8)               |
| أدنى درجة حرارة °م (°ف)                          | −0.4 (31.3)               | −0.2 (31.6)               | 2.3 (36.1)                | 7.0 (44.6)                | 12.8 (55.0)               | 15.2 (59.4)               | 19.2 (66.6)               | 20.1 (68.2)               | 14.8 (58.6)               | 8.1 (46.6)                | 4.2 (39.6)                | −0.5 (31.1)               | −0.5 (31.1)               |
| الهطول مم (إنش)                                  | 47.8 (1.88)               | 49.7 (1.96)               | 74.7 (2.94)               | 103.5 (4.07)              | 200.5 (7.89)              | 263.7 (10.38)             | 217.7 (8.57)              | 162.3 (6.39)              | 84.6 (3.33)               | 64.6 (2.54)               | 57.1 (2.25)               | 33.9 (1.33)               | 1٬360٫1 (53.53)           |
| متوسط الرطوبة النسبية (%)                        | 79                        | 80                        | 81                        | 81                        | 81                        | 82                        | 80                        | 80                        | 77                        | 76                        | 75                        | 74                        | 79                        |
| المصدر: China Meteorological Data Service Center |                           |                           |                           |                           |                           |                           |                           |                           |                           |                           |                           |                           |                           |